# TMNT (videojuego)
TMNT es un videojuego de acción, aventuras y plataformas protagonizado por Las tortugas ninja . el videojuego está basado en la película homónima y fue lanzado dos días antes del lanzamiento de la película.
El videojuego fue lanzado para Wii, Xbox 360,  PC,  y una versión exclusiva para Game Boy Advance, se planeaba lanzar una versión para PlayStation 3 pero fue cancelada.

## Modo de juego
El modo de juego de TMNT es muy similar al juego de Ubisoft Prince of Persia, donde el jugador puede realizar movimientos acrobáticos y correr en las paredes. Las batallas consisten en el uso de armas y los clásicos puñetazos y patadas.

## Historia
La historia está basada en la película de 2007, aunque con unas pequeñas diferencias

## Recepción
TMNT há tenido críticas mixtas por su modo de juego y su nivel de dificultad. IGN calificó la versión de GameCube, Xbox, Xbox 360, PlayStation 2, y PC con un 6.0, diciendo que era «Un juego de niños». La versión de Wii fue criticada por el poco uso del Wiimote durante el juego, ya que solo era usado en las batallas. La revista de Nintendo Megazine dijo que fue un buen juego aunque prefería el el videojuego homónio de 1989